# 任枝明
任枝明，(Stephen C.M. Yam)，前香港大律師、前香港特許會計師、前中文大學會計學副教授及前公開大學持續教育部總監，亦是民主建港聯盟前中央委員，曾角逐2006年香港選舉委員會界別分組選舉的會計界別選舉及1998年香港立法會選舉的會計界別選舉，但都競選落敗。任氏亦曾擔任內地多間大學的名譽教授。
他於2003年區議會選舉出戰九龍城區太子選區，但不敵自由黨候選人黃以謙；2007年區議會選舉出戰中西區水街選區，輸給民主黨候選人黃堅成。
他曾經為投資虧本索償，在2005年被判敗訴。 （页面存档备份，存于）

## 著作列表
- 《加國安居指引》
- 《則經脈搏》